# Frank-Lothar Kroll

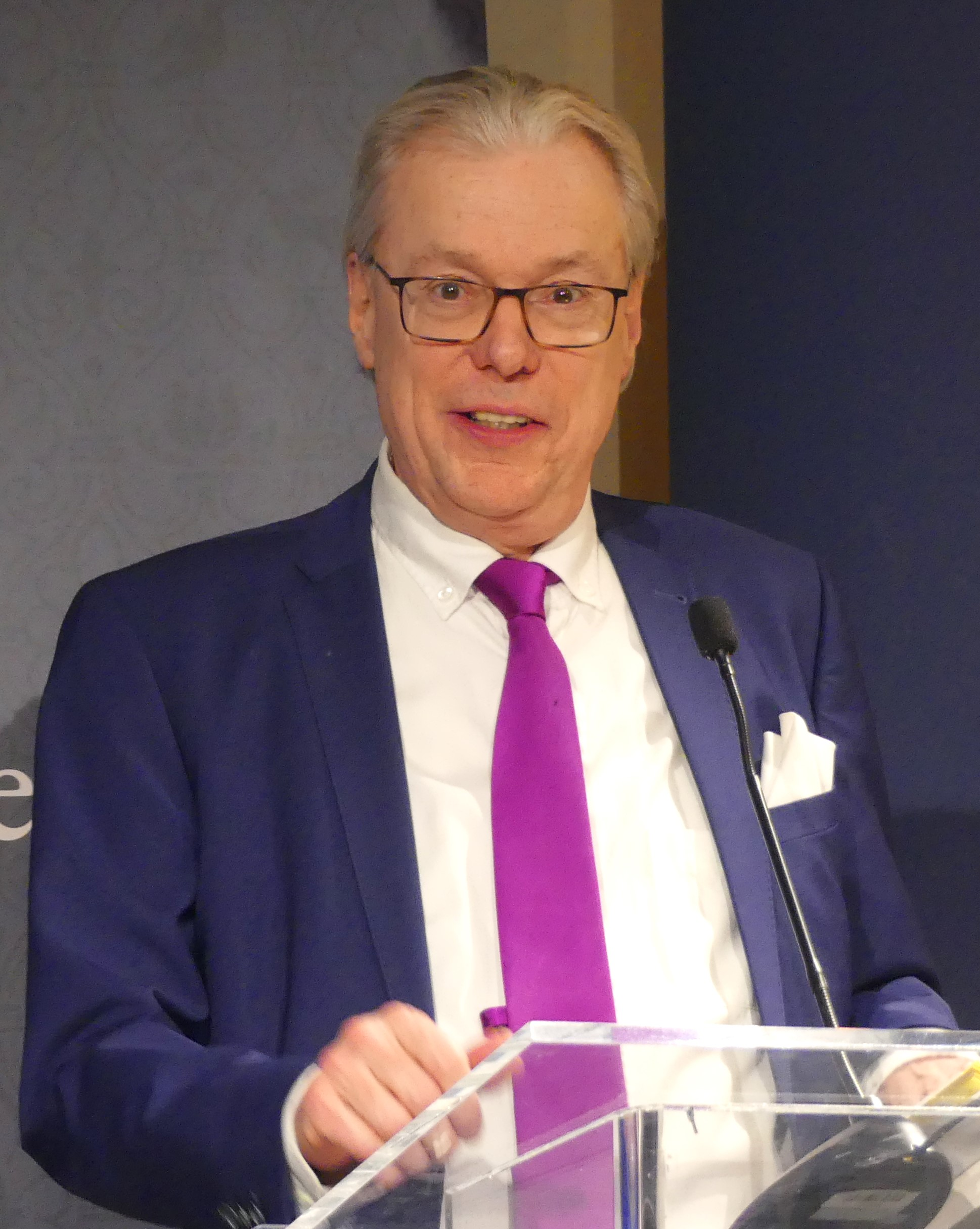
Frank-Lothar Kroll (2025)

Frank-Lothar Kroll (* 17. Dezember 1959 in Aachen) ist ein deutscher Neuzeithistoriker und Professor für Europäische Geschichte des 19. und 20. Jahrhunderts an der Technischen Universität Chemnitz.

## Leben
Frank-Lothar Kroll studierte Geschichte, Kunstgeschichte, Germanistik, Philosophie und Religionswissenschaften an der Universität Bonn und der Universität zu Köln (Magister). Während seines Studiums wurde er 1979 Mitglied der christlichen Studentenverbindung Bonner Wingolf.  Seine Magisterarbeit, Das Ornament in der Kunsttheorie des 19. Jahrhunderts (Buchfassung 1987), schrieb er bei dem Kunsthistoriker Heinrich Lützeler, einem Schüler Max Schelers. Im selben Jahr gab Kroll die Festschrift für Heinrich Lützeler zum 85. Geburtstag heraus. 2008  verfasst er eine biographische Skizze, die sich mit Lützelers Widerstand gegen den Nationalsozialismus beschäftigt.
Kroll wurde 1987 bei Andreas Hillgruber im Fach Mittlere und Neuere Geschichte in Köln mit der Arbeit Friedrich Wilhelm IV. und das Staatsdenken der deutschen Romantik zum Dr. phil. promoviert. Er habilitierte sich 1995 an der Friedrich-Alexander-Universität Erlangen-Nürnberg mit der Schrift Utopie als Ideologie. Geschichtsdenken und politisches Handeln im Dritten Reich. Die Arbeit wurde durch Gregor Schöllgen, Werner Goez, Helmut Altrichter und Hans-Ulrich Thamer begutachtet. Er erhielt die Venia Legendi für Neuere und Neueste Geschichte und wurde Privatdozent. Danach war er unter anderem Vertretungsprofessor für Neuere und Neueste Geschichte an der Technischen Universität Dresden und in Erlangen. Seit 2004 ist Kroll Inhaber der Professur für Europäische Geschichte des 19. und 20. Jahrhunderts an der Philosophischen Fakultät der Technischen Universität Chemnitz.
Hauptschwerpunkte von Krolls wissenschaftlicher Tätigkeit sind die Geschichte Preußens, die vergleichende deutsche Landesgeschichte (Preußen, Sachsen, Hessen), die Geschichte des Nationalsozialismus und des deutschen Widerstands gegen das NS-Regime, in letzter Zeit zunehmend auch Fragen der vergleichenden europäischen Monarchie- und Dynastiegeschichte. Kroll ist seit 1999 ordentliches Mitglied der Preußischen Historischen Kommission und seit 2006 deren amtierender Vorsitzender. Im Auftrag der Kommission gibt er, gemeinsam mit Ulrike Hoeroldt und Hans-Christof Kraus, die Zeitschrift Forschungen zur Brandenburgischen und Preußischen Geschichte (FBPG) heraus. Im Laufe seiner Chemnitzer Lehrtätigkeit erweiterte Kroll seine Forschungsschwerpunkte um die Geschichte Englands und die Geschichte des deutsch-russischen Verhältnisses.
Seit 2009 engagiert sich Kroll für den Ausbau der Beziehungen der TU Chemnitz nach Russland. Er war Initiator des Kooperationsvertrags zwischen der Chemnitzer Universität und der Staatlichen Universität Woronesch. Im Mittelpunkt seiner Bemühungen steht die Erforschung des Verhältnisses Russlands zu Europa im Interesse einer besseren Verständigung beider Seiten.
2011 wurde er zum Vorsitzenden der Prinz-Albert-Gesellschaft gewählt – einer internationalen Vereinigung mit Sitz in Coburg, die sich die wissenschaftliche Erforschung der deutsch-englischen Beziehungen in historischer und kultureller Perspektive zum Ziel gesetzt hat. Seitdem gibt Kroll die Tagungsbände der Gesellschaft (Prinz-Albert-Studien) und ihre Forschungsergebnisse (Prinz-Albert-Forschungen) heraus. 2015 kam es zu einem Streit in der Gesellschaft über Krolls Kontakte zur Neuen Rechten, in dessen Zuge Franz Bosbach, Präsident von 1995 bis 2008, und Karina Urbach aus der Gesellschaft austraten. Dass Kroll Vorträge beim Institut für Staatspolitik in Schnellroda gehalten hatte, erklärte er damit, dass er „zu naiv“ gewesen sei.
Kroll ist Vorstandsmitglied der Ranke-Gesellschaft und der Akademie Herrnhut für politische und kulturelle Bildung. Seit 2016 amtiert er als Vorsitzender des Wissenschaftlichen Beraterkreises der Bundesstiftung Flucht, Vertreibung, Versöhnung. Er war als Beiratsmitglied historischer Forschungseinrichtungen tätig, etwa des Instituts für Zeitgeschichte (IfZ) in München, des Deutschen Historischen Instituts Warschau oder der Forschungsgemeinschaft 20. Juli, einer Vereinigung der Nachkommen von Hitler-Attentätern, die sich zum Ziel gesetzt hat, das Anliegen des Widerstandes gegen den Nationalsozialismus in den gegenwärtigen gesellschaftlichen Diskurs einzubringen. Seit 2017 liegen Krolls Studien zum deutschen Widerstand gesammelt vor. Bis 2011 war Kroll Mitglied im Kuratorium der Wolf-Erich-Kellner-Gedächtnisstiftung. Im Jahr 2022 wurde Kroll aufgrund seiner wissenschaftlichen Leistungen zum ordentlichen Mitglied der Geisteswissenschaftlichen Klasse der Sudetendeutschen Akademie der Wissenschaften und Künste berufen.
Kroll ist Verfasser von bisher 16 Büchern und 150 Aufsätzen sowie Herausgeber von über 50 Sammelbänden. Von 1990 bis 2006 war er Mitherausgeber der Zeitschrift für Ästhetik und Allgemeine Kunstwissenschaft, er ist Mitherausgeber des Archivs für Kulturgeschichte und des Jahrbuchs Politisches Denken, dem Publikationsorgan der Deutschen Gesellschaft zur Erforschungs des politischen Denkens (DGEPD), als deren zweiter Vorsitzender er seit 2015 amtiert. Seit 2000 gibt er im Auftrag der Kulturstiftung der deutschen Vertriebenen die Schriftenreihe Literarische Landschaften heraus. Gemeinsam mit seinem Chemnitzer Kollegen Matthias Niedobitek etablierte Kroll die Chemnitzer Europastudien, die seit 2005 unter seiner Mitherausgeberschaft erscheinen. Von der von Kroll begründeten Reihe Biographische Studien zum 20. Jahrhundert im be-bra verlag sind bisher sieben Bände erschienen.
Kroll hält regelmäßig Vorträge bei der Konrad-Adenauer-Stiftung.
Kroll geriet 2013 in die Kritik, weil er eine von Sebastian Maaß eingereichte Dissertationsschrift mit „Gut“ (cum laude) bewertet hatte. Die Arbeit wurde später aufgrund von Vorwürfen, sie betreibe partiell rechtsradikale Apologetik, zurückgezogen.
2021 leistete Kroll als Mitherausgeber und Autor des Sammelbands Die Hohenzollerndebatte einen kontroversen Beitrag zur Diskussion um die Entschädigungsforderungen der Hohenzollern. Kommentare in der FAZ und im Spiegel kritisierten die hohenzollernfreundliche Ausrichtung der Publikation und Krolls Wortwahl.

## Schriften (Auswahl)

### Monographien
- Das Ornament in der Kunsttheorie des 19. Jahrhunderts (= Studien zur Kunstgeschichte, Band 42). Olms, Hildesheim [u. a.] 1987, ISBN 3-487-07836-8.
- Friedrich Wilhelm IV. und das Staatsdenken der deutschen Romantik (Dissertation, Universität Köln, 1987) (= Einzelveröffentlichungen der Historischen Kommission zu Berlin, Band 72). Colloquium-Verlag, Berlin 1990, ISBN 3-7678-0778-5.
- Utopie als Ideologie. Geschichtsdenken und geschichtliches Handeln im Dritten Reich (Habilitationsschrift, Universität Erlangen, 1995). Schöningh, Paderborn [u. a.] 1998, ISBN 3-506-74827-0.
- Das geistige Preußen. Zur Ideengeschichte eines Staates. Schöningh, Paderborn [u. a.] 2001, ISBN 3-506-74829-7.
- Preußische Facetten (= Schriftenreihe des Preußeninstituts, Heft 11). Preußeninstitut, Remscheid 2002, ISBN 3-933421-04-7.
- Kultur, Bildung und Wissenschaft im 20. Jahrhundert (= Enzyklopädie deutscher Geschichte, Band 65). Oldenbourg, München 2003, ISBN 3-486-55002-0.
- Geschichte Hessens (= Beck’sche Reihe, Band 2607). Beck, München 2006, ISBN 978-3-406-53606-9.
- Hessen. Eine starke Geschichte. Theiss, Stuttgart 2006, ISBN 978-3-8062-2004-9.
- Die Hohenzollern (= Beck’sche Reihe, Band 2426). C.H. Beck, München 2008, ISBN 978-3-406-53626-7.
- Intellektueller Widerstand im Dritten Reich. Heinrich Lützeler und der Nationalsozialismus (= Wissenschaftliche Abhandlungen und Reden zur Philosophie, Politik und Geistesgeschichte, Band 51). Duncker & Humblot, Berlin 2008, ISBN 978-3-428-12822-8.
- Geschichtswissenschaft in politischer Absicht. Hans-Joachim Schoeps und Preußen (= Wissenschaftliche Abhandlungen und Reden zur Philosophie, Politik und Geistesgeschichte, Band 61). Duncker & Humblot, Berlin 2010, ISBN 978-3-428-13434-2.
- Rousseau in Preußen und Russland. Zur Geschichte seiner Wirkung im 18. Jahrhundert. Duncker & Humblot, Berlin 2012, ISBN 978-3-428-14033-6.
- Geburt der Moderne. Politik, Gesellschaft und Kultur vor dem Ersten Weltkrieg (= Deutsche Geschichte im 20. Jahrhundert, Band 1 / Schriftenreihe der Bundeszentrale für Politische Bildung, Band 1340). Be.bra Verlag, Berlin 2013, ISBN 978-3-89809-401-6.
- Geschichte Sachsens (= C.H. Beck Wissen, Band 2613). C. H. Beck, München 2014, ISBN 978-3-406-60524-6.
- Totalitäre Profile. Zur Ideologie des Nationalsozialismus und zum Widerstandspotenzial seiner Gegner. be.bra wissenschaftsverlag, Berlin 2017, ISBN 978-3-95410-058-3.
- mit Martin Clauss: Chemnitz. Kleine Stadtgeschichte. Verlag Friedrich Pustet, Regensburg 2019, ISBN 978-3-7917-3028-8.
- Fürsten ohne Thron. Schicksale deutscher Herrscherhäuser im 20. Jahrhundert. BeBra Verlag, Berlin 2022, ISBN 978-3-89809-203-6.
- Identität und Differenz. Das Problem einer integralen europäischen Geschichte. BeBra Verlag, Berlin 2023, ISBN 978-3-95410-281-5.

### Herausgeberschaft
- mit Hans-Christof Kraus, Herausgeber der von Johannes Kunisch im Auftrag der Preußischen Historischen Kommission, Berlin, begründeten Schriftenreihe Quellen und Forschungen zur Brandenburgischen und Preußischen Geschichte (QUF).[21]
- Wege zur Kunst und zum Menschen. Festschrift für Heinrich Lützeler zum 85. Geburtstag. Bouvier, Bonn 1987, ISBN 3-416-02010-3.
- Neue Wege der Ideengeschichte. Festschrift für Kurt Kluxen zum 85. Geburtstag. Schöningh, Paderborn/München/Wien/Zürich 1996, ISBN 3-506-74826-2.
- Flucht und Vertreibung in der Literatur nach 1945. Gebrüder Mann, Berlin 1997, ISBN 3-7861-1968-6.
- Schlesien. Literarische Spiegelungen im Werk der Dichter (= Literarische Landschaften, Band 1). Duncker & Humblot, Berlin 2000, ISBN 3-428-10066-2.
- Böhmen. Vielfalt und Einheit einer literarischen Provinz (= Literarische Landschaften, Band 2). Duncker & Humblot, Berlin 2000, ISBN 3-428-10127-8.
- Deutsche Autoren des Ostens als Gegner und Opfer des Nationalsozialismus. Beiträge zur Widerstandsproblematik (= Literarische Landschaften, Band 3). Duncker & Humblot, Berlin 2000, ISBN 3-428-10293-2.
- Ostpreußen. Facetten einer literarischen Landschaft (= Literarische Landschaften, Band 4). Duncker & Humblot, Berlin 2001, ISBN 3-428-10476-5.
- mit Bernd Heidenreich: Macht- oder Kulturstaat? Preußen ohne Legende. Berlin Verlag Arno Spitz, Berlin 2002, ISBN 3-8305-0267-2.
- Die totalitäre Erfahrung. Deutsche Literatur und Drittes Reich (= Literarische Landschaften, Band 5). Duncker & Humblot, Berlin 2003, ISBN 3-428-11277-6.
- Kurt Kluxen: England in Europa. Studien zur britischen Geschichte und zur politischen Ideengeschichte der Neuzeit (= Historische Forschungen, Band 77). Duncker & Humblot, Berlin 2003, ISBN 3-428-10599-0.
- mit Bernd Heidenreich: Theodor Fontane – Dichter der deutschen Einheit. BWV, Berlin 2003, ISBN 3-8305-0295-8.
- Die Herrscher Sachsens. Markgrafen, Kurfürsten, Könige 1089–1918. Beck, München 2004, ISBN 3-406-52206-8.
- Die kupierte Alternative. Konservativismus in Deutschland nach 1945 (= Studien und Texte zur Erforschung des Konservatismus, Band 6). Duncker & Humblot, Berlin 2005, ISBN 3-428-11781-6.

### Editionen/Sonstige (Auswahl)
- Adenauer und die Hohen Kommissare 1949–1951. Bearbeitet von Frank-Lothar Kroll und Manfred Nebelin (= Akten zur Auswärtigen Politik der Bundesrepublik Deutschland, Band 1). Oldenbourg, München 1989, ISBN 3-486-55191-4.
- Adenauer und die Hohen Kommissare 1952. Bearbeitet von Frank-Lothar Kroll und Manfred Nebelin (= Akten zur Auswärtigen Politik der Bundesrepublik Deutschland, Band 2). Oldenbourg, München 1990, ISBN 3-486-55201-5.
- Friedrich Wilhelm IV. Die Königin von Borneo. Ein Roman. Herausgegeben von Frank-Lothar Kroll. Nicolai, Berlin 1997, ISBN 3-87584-638-9.
- Heinrich von Brentano. Ein Wegbereiter der europäischen Integration. Oldenbourg, München 2004, ISBN 3-486-56820-5 (Herausgeber Roland Koch).[Anm 1]
- Werner Bergengruen: Schriftstellerexistenz in der Diktatur. Aufzeichnungen und Reflexionen zu Politik, Geschichte und Kultur 1940–1963. Herausgegeben von Frank-Lothar Kroll, Luise Hackelsberger und Sylvia Taschka (= Biographische Quellen zur Zeitgeschichte, Band 22). Oldenbourg, München 2005, ISBN 3-486-20023-2.
- C. G. Kretschmar: Chemnitz wie es war und wie es ist. Ortsbeschreibung und geschichtlicher Abriß der Stadt. Neudruck der Ausgabe Chemnitz 1822. Mit einem Beitrag von Frank-Lothar Kroll. Wagener Edition, Melle 2019, ISBN 978-3-937283-21-0.